# Dominik Kružliak
Dominik Kružliak (* 10. července 1996) je slovenský fotbalový obránce, hráč klubu MFK Ružomberok. Jeho oblíbenou ligou je anglická Premier League.

## Klubová kariéra
- FC 34 Liptovský Mikuláš - Palúdzka (mládež)[2]
- MFK Ružomberok (mládež)
- MFK Ružomberok 2014–

## Reprezentační kariéra
Dominik Kružliak nastupoval ve slovenské mládežnické reprezentaci U19.
V lednu 2017 jej trenér Ján Kozák nominoval do slovenské reprezentace složené převážně z ligového výběru pro soustředění ve Spojených arabských emirátech, kde mužstvo Slovenska čekaly přípravné zápasy s Ugandou a Švédskem. Proti Ugandě nenastoupil, debutoval 12. ledna proti Švédsku (porážka 0:6).